# Wernerův dům (Cheb)
Wernerův dům je měšťanský dům na náměstí Krále Jiřího z Poděbrad v Chebu. Pojmenovaný je po prvním známém majiteli, tehdejším purkmistrovi Ernhardu Wernerovi, který jej vlastnil a žil v něm mezi lety 1517 a 1557. Současnou podobu dům získal roku 1802, kdy došlo ke sloučení dvou sousedních úzkých domů. Wernerův dům při této přestavbě získal výraznou rokokovou fasádu s klasicistními štukovými prvky. Architektonicky kvalitní stavbu narušují jen moderní výlohy v přízemí.